# Strade Bianche 2013
La Strade Bianche 2013, settima edizione della corsa e valida come evento dell'UCI Europe Tour 2013 categoria 1.1, si svolse il 2 marzo 2013 su un percorso totale di 188 km. Fu vinta dall'italiano Moreno Moser che giunse al traguardo con il tempo di 5h01'53" alla media di 37,36 km/h.

## Percorso
La gara con partenza da Gaiole in Chianti si conclude a Siena nella celebre Piazza del Campo, per una distanza complessiva di 188 km, percorrendo la componente più caratteristica della corsa, le strade bianche, 57,2 km, suddivise in otto settori:
- Settore 1 Radi: dal km 33,3 al 47,8 di km 13,5
- Settore 2: dal km 53,2 al 58,7 di km 5,5
- Settore 3 Lucignano d'Asso: dal km 81,0 al 92,9 di km 11,9
- Settore 4 Pieve a Salti: dal km 93,8 al 101,8 di km 8,0
- Settore 5 Monte Sante Marie: dal km 130,9 al 142,4 di km 11,5
- Settore 6 Montechiaro: dal km 160,6 al 163,9 di km 3,3
- Settore 7 Colle Pinzuto: dal km 168,6 al 171,0 di km 2,4
- Settore 8 Le Tolfe: dal km 174,8 al 175,9 di km 1,1

Il percorso è caratterizzato, oltre che dallo sterrato, da un tracciato molto ondulato e accidentato senza rettilinei significativi e con numerose curve. Il tracciato comprende brevi strappi con un'unica salita di una certa lunghezza, quella che porta a Montalcino in 4 km d'asfalto al 5%. Una ripida salita, con punti al 18% di pendenza, si conclude a Le Tolfe a 12 km dal traguardo. A due Km dall'arrivo si inizia l'ultima salita di Porta di Fontebranda con pendenza al 9%-10%, e punta massima in via di Santa Caterina (16%) a 500 metri dall'arrivo finale. Piazza del Campo, dove è posto l'arrivo, si raggiunge in leggera discesa transitando in via Banchi di Sotto.

## Squadre partecipanti
| N.    | Cod. | Squadra                      |
| ----- | ---- | ---------------------------- |
| 1-8   | RLT  | RadioShack-Leopard           |
| 11-18 | ALM  | AG2R La Mondiale             |
| 21-28 | AND  | Androni Giocattoli-Venezuela |
| 31-38 | AST  | Astana Pro Team              |
| 41-48 | BAR  | Bardiani Valvole-CSF Inox    |
| 51-58 | BLA  | Blanco Pro Cycling Team      |
| 61-68 | BMC  | BMC Racing Team              |
| 71-78 | CAN  | Cannondale Pro Cycling       |
| 81-88 | CRE  | Crelan-Euphony               |

| N.      | Cod. | Squadra                   |
| ------- | ---- | ------------------------- |
| 91-98   | GRS  | Garmin-Sharp              |
| 101-108 | IAM  | IAM Cycling               |
| 111-118 | KAT  | Katusha Team              |
| 121-128 | LAM  | Lampre-Merida             |
| 131-138 | MOV  | Movistar Team             |
| 141-148 | ARG  | Team Argos-Shimano        |
| 151-158 | VCD  | Vacansoleil-DCM           |
| 161-168 | VIN  | Vini Fantini-Selle Italia |

## Resoconto degli eventi
In una giornata resa difficile non solo dal percorso ma anche da un forte vento, il gruppo rimase compatto fino al primo settore di sterrato, in cui un piccolo gruppo si staccò, grazie a un'azione di Michael Schär (BMC), raggiunto da Aleksejs Saramotins (IAM Cycling), Maksim Bel'kov (Katusha) e Giairo Ermeti (Androni). Dopo circa 70 km il distacco dei fuggitivi era già salito a più di 10 minuti e solo il quinto settore sterrato iniziò a fare selezione nel gruppo inseguitore, con la Cannondale in testa a tirare e il distacco dimezzato. Con tutti i favoriti a curare la ruota di Peter Sagan, nessuno diede importanza all'attacco di Moreno Moser che raggiunse tutti i fuggitivi in fronte alla corsa, staccandoli e giungendo solo al traguardo.

## Ordine d'arrivo (Top 10)
| Pos. | Corridore           | Squadra     | Tempo    |
| ---- | ------------------- | ----------- | -------- |
| 1    | Moreno Moser        | Cannondale  | 5h01'53" |
| 2    | Peter Sagan         | Cannondale  | a 6"     |
| 3    | Rinaldo Nocentini   | AG2R        | a 7"     |
| 4    | Fabian Cancellara   | RadioShack  | s.t.     |
| 5    | Aleksejs Saramotins | IAM Cycling | s.t.     |
| 6    | Greg Van Avermaet   | BMC         | s.t.     |
| 7    | Aleksandr Kolobnev  | Katusha     | s.t.     |
| 8    | Francesco Reda      | Androni     | s.t.     |
| 9    | Giampaolo Caruso    | Katusha     | a 10"    |
| 10   | Maksim Bel'kov      | Katusha     | a 13"    |